# Daniel Baier
Daniel Baier (ur. 18 maja 1984 w Kolonii) – niemiecki piłkarz, grający na pozycji pomocnika w FC Augsburg. W sezonie 2008/09 zagrał tam na zasadzie wypożyczenia z VfL Wolfsburg, by później przejść tam na zasadzie wolnego transferu. Wcześniej reprezentował także barwy TSV 1860 Monachium. Były reprezentant Niemiec do lat 21.